# متنزه ومحمية دينالي الوطنية
منتزه ومحمية دينالي الوطنية (بالإنجليزية: Denali National Park and Preserve) كان معروفا سابقًا باسم متنزه ماونت ماكينلي الوطني، وهو عبارة عن حديقة ومحمية وطنية أمريكية تقع في منطقة ألاسكا، وتتركز حول جبل دينالي، أعلى جبل في أمريكا الشمالية. تشمل الحديقة والمحمية المجاورة 6,045,153 فدانًا (9,446 ميل²؛ 24,464 كم²) وهي أكبر من ولاية نيوهامبشير.
في 2 ديسمبر/كانون الأول 1980، تم إنشاء منطقة دينالي البرية داخل المتنزه على مساحة 2,146,580 فدان (3354 ميل²؛ 8687 كم²). المناظر الطبيعية في دينالي عبارة عن مزيج من الغابات في أدنى المرتفعات، بما في ذلك غابات التايغا و مرتفعات التندرا والأنهار الجليدية والمناطق المتجمدة والصخور العارية في أعلى المرتفعات. أطول نهر جليدي هو نهر كهيلتنا الجليدي الذي يمتد على طول 44 ميل (71 كم). تشمل الأنشطة الشتوية الزلاجات التي تجرها الكلاب والتزلج الريفي على الثلج والتزلج على الجليد. استقبلت الحديقة 594,660 زائرًا ترفيهيًا في عام 2018.

## أنظر أيضا
- حديقة شيناندوا الوطنية
- خليج ومحمية غليسر الوطنية
- حديقة دراي تورتوغاس الوطنية
- حديقة ومحمية جريت ساند ديونز الوطنية